# مهدی حقی‌زاده

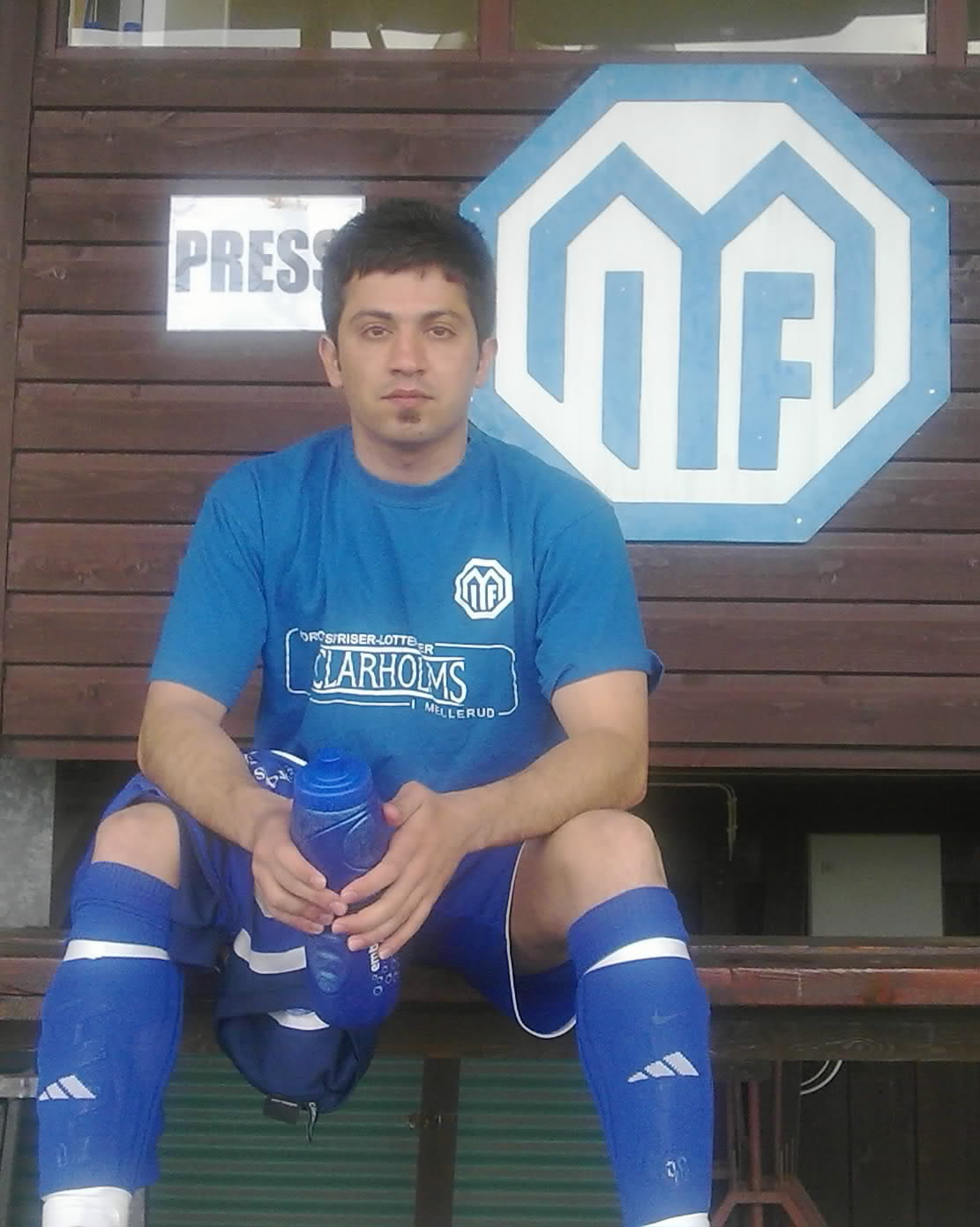
مهدی حقی‌زاده در سال ۲۰۰۹

مهدی حقی‌زاده (انگلیسی: Mehdi Haghizadeh؛ زادهٔ ۱۶ سپتامبر ۱۹۸۱) یک بازیکن فوتبال اهل ایران است.
از باشگاه‌هایی که در آن بازی کرده‌است می‌توان به باشگاه فوتبال سایپا تهران، باشگاه فوتبال پاس تهران و باشگاه فوتبال استقلال تهران اشاره کرد.